# رشد اندیشه زیستی
رشد اندیشه زیستی (به انگلیسی: The Growth of Biological Thought) کتابی نوشته ارنست مایر است که اولین بار در سال ۱۹۸۲ منتشر شد. این کتاب با عنوان فرعی تنوع، تکامل، و وراثت است و به همان اندازه که کتاب زیست‌شناسی است، یک کتاب فلسفه و تاریخ است.
این کتاب یک مطالعه جامع و آکادمیک در مورد ۲۴۰۰ سال اول علم زیست‌شناسی است. این کتاب تا حد زیادی بر این تمرکز دارد که چگونه مفروضات فلسفی زیست‌شناسان بر درک آن‌ها تأثیر گذاشته و آن‌ها را محدود کرده‌است. این موضوع شامل بسیاری از مشاهدات کلی مهم در مورد نقش فلسفه در تحقیق علمی و جایگاه زیست‌شناسی در میان علوم است.